# Marcello Pisas
Marcello "Chelo" Michelangel Anthony Pisas (sinh ngày 4 tháng 9 năm 1977 ở Willemstad) là một cầu thủ bóng đá người Curaçao hiện tại thi đấu ở vị trí Thủ môn cho Centro Social Deportivo Barber tại Netherlands Antilles First League và đội tuyển quốc gia Antille thuộc Hà Lan.